# Chupa (indumentaria)
La chupa era una prenda de indumentaria masculina que formaba parte del traje a la francesa, modelo extendido por toda Europa a lo largo del siglo XVIII. Consistía en una pieza ajustada de manga larga, normalmente abotonada y con faldones, de la que asomaba la camisa. 

## Origen
Durante la segunda mitad del siglo XVII Francia se transformó en el paradigma de Monarquía Absoluta bajo el reinado de Luis XIV, que convirtió la corte de Versalles en centro de exportación de modelos para el resto del continente. La indumentaria fue para el Rey Sol una herramienta propagandística más, de la misma forma que el traje a la española había sido símbolo de poder imperial desde tiempos de Felipe II.  En estos años va tomando forma el traje a la francesa, que toma elementos de la indumentaria militar. 
La chupa o veste (término que ya aparece en la primera edición del Diccionario de la Academia Francesa de 1694) no tuvo en su origen ninguna importancia, ya que solía ocultarse debajo del justaucorps al llevarse éste abrochado. Ambas prendas van a vestirse formando un conjunto, empleándose para su fabricación los mismos tejidos, colores y patrones formales. A ellas se le añadía una tercera prenda, el culotte. 

## Evolución

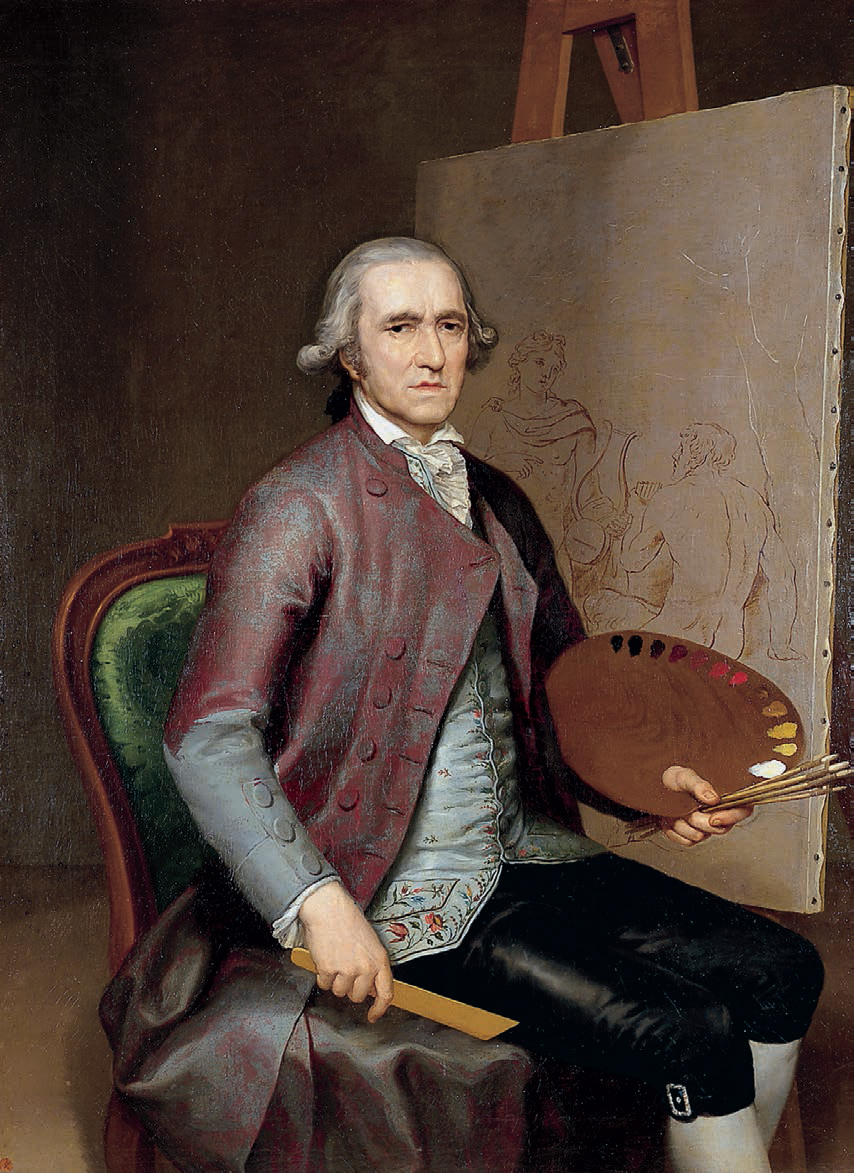
Autorretrato de Francisco Bayeu y Subías (1734-1795) vistiendo traje a la francesa. Óleo sobre lienzo, 130x98. Real Academia de Bellas Artes de San Fernando

Su uso va a mantenerse a lo largo de toda la centuria, extendiéndose incluso al primer cuarto del siglo XIX. A lo largo de estos años se van a ir produciendo una serie de modificaciones que afectarán sobre todo al largo, las mangas y el cuello. En los primeros años la chupa es más corta que la casaca y las costuras se abrían en la cintura y costados, facilitando así el movimiento. La prenda iba abotonada en su totalidad, aunque se abrochaba únicamente la mitad inferior para dejar asomar los encajes que adornaban la camisa interior. El cuello era a la caja, y lucía también bolsillos con grandes carteras. 
A mitad de siglo se producen algunas transformaciones: la pieza se acorta considerablemente, los bordes inferiores se cierran en pico, se eliminan las mangas y se añaden solapas, dando lugar al actual chaleco. También a partir de estos años se utilizarán materiales y colores distintos a los de la casaca, adquiriendo entidad propia.  

## España
El traje a la francesa se introduce en España bajo el reinado de Carlos II y María Luisa de Orleans, (sobrina de Luis XIV). De esta forma, los términos culotte, veste y justaucorps toman sus acepciones en castellano (calzón, chupa y casaca). Durante el reinado de Felipe V se mantendrá todavía la indumentaria española, símbolo de unidad nacional. Finalmente la moda francesa se impuso en España. Durante el reinado de Carlos III se puso de moda la chupa de tonos claros y bordados florales, faldones con apliques y carteras.